# Товада
 Тази статия е за града.  За езерото вижте Товада (езеро).  
Товада (на японски: 十和田市) е град в Япония. Намира се в префектурата Аомори, площта му е 725,65 кв. км. Към 2020 г. населението наброява 60 378 души.
Основният поминък е земеделието.